# Fiorella Mannoia
Fiorella Mannoia (Roma, 4 d'abril de 1954) és una cantant italiana.

## Carrera
Comença la seva carrera en els anys 1970, tot i que el seu debut oficial va ser al Festival de Sanremo de 1981 amb la cançó Caffè nero bollente. El mateix any va cantar Pescatore amb Pierangelo Bertoli.
El 1984 participa novament a Sanremo amb Come si cambia. El 1985 obté bastant d'èxit amb L'aiuola.
Guanya dos anys seguits el premi de la crítica al Festival de Sanremo, el 1987 amb Quello che le donne non dicono, escrita per Enrico Ruggeri i el 1988 amb Le notti di maggio, escrita per Ivano Fossati.
El 1992 publica un àlbum fonamental, I treni a vapore, que a més a més de la cançó del mateix nom d' Ivano Fossati conté Il cielo d'Irlanda de Massimo Bubola i Tutti cercano qualcosa de Francesco De Gregori.
El 1994 apareix Gente comune, el 1997 Belle speranze i el 1999 Certe piccole voci, primer disc en directe de la seva carrera, que conté una versió inèdita de Sally de Vasco Rossi. Mentre, Samuele Bersani escriu per a ella Crazy Boy. El 2001 es publica Fragile, el 2002 In tour, el 2004 Concerti, el 2006 Onda tropicale, el 2007 Canzoni nel tempo. En els darrers anys porta a terme diferents gires, primer amb Enzo Jannacci, Pino Daniele, Francesco de Gregori i Ron, i posteriorment tota sola. El 2008 publica el disc Il movimento del dare. El 2009 fa un duet amb Noemi que dona com a resultat el senzill L'amore si odia. El 2009 publica el disc Ho imparato a sognare.

## Discografia
- Mannoia Foresi & co. (1972)

- Fiorella Mannoia (1983)
- Premiatissima (1985)
- Momento delicato (1985)
- Fiorella Mannoia (1986)
- Canzoni per parlare (1988)
- Di terra e di vento (1989)
- I treni a vapore (1992)
- Le canzoni (1993)
- Gente comune (1994)
- Belle speranze (1998)
- Fragile (2001)
- Onda tropicale (2006)
- Il movimento del dare (2008)
- Ho imparato a sognare (2009)
- Sud (2012)
- A te (2013)
- Combattente (2016)
- Padroni di niente (2020)